# Uraria lagopodoides
Uraria lagopodoides är en ärtväxtart som först beskrevs av Carl von Linné, och fick sitt nu gällande namn av Augustin Pyrame de Candolle. Uraria lagopodoides ingår i släktet Uraria och familjen ärtväxter. Inga underarter finns listade i Catalogue of Life.